# Savage Circus
I Savage Circus (dall'inglese circo selvaggio) sono un gruppo musicale power metal tedesco.

## Storia
Fondato dall'ex-batterista dei Blind Guardian Thomen Stauch nel 2004.
Secondo il sito ufficiale, Thomen è stato afflitto da una seria malattia, motivo per il quale è stato sostituito dal 2006  da Mike Terrana; a partire dal 2012, in seguito alla sua guarigione, l'ex batterista dei Blind Guardian è tornato a far parte della formazione ufficiale del gruppo.

## Formazione

### Formazione attuale
- Jens Carlsson – voce
- Emil Norberg – chitarra solista
- Yenz Leonhardt – basso, cori
- Thomas "Thomen" Stauch – batteria

### Ex componenti
- Piet Sielck – chitarra ritmica, cori
- Mike Terrana – batteria

## Discografia

### Album In Studio
- 2005 - Dreamland Manor
- 2009 - Of Doom and Death

### Singoli
- 2005 - Evil Eyes / Ghost Story (Promo)

## Videografia
- 2007 - Live in Atlanta